# 모베이스전자
모베이스전자(Mobase Electronics Co., Ltd.)는 대한민국의 전장 부품 기업이다. 본사는 경기도 수원시 권선구 산업로 156번길 100(고색동)에 위치해 있으며 대표이사는 이광윤이다. 모베이스의 자회사로 모베이스로 피인수돼 사명을 서연전자에서 변경하였다

## 같이 보기
- 모베이스

## 참고문헌
1. ↑  모베이스전자 주가 장중 14%대 급등, 사우디 전기차업체 부품 추가 공급, 비즈니스포스트, 2023년 11월 15일
2. ↑  모베이스전자 "美 전기차 '카누'에 8월부터 '다기능 스위치' 등 공급", 뉴스핌, 2023년 5월 12일
3. ↑  IBK투자증권 Small Cap 모베이스전자, 2021년 2월 3일
4. ↑  전기차 올라탄 모베이스전자 "올 매출 1조", 한국경제, 2023년 4월 17일
5. ↑  조남호, 모베이스전자, 주인 바뀌니 200억 전환사채 발행 척척…만기 30년 눈길, 이투데이, 2019-10-30